# Rio Rito
Il rio Rito è corso d'acqua della provincia di Novara. Nasce a Divignano, poco lontano dal Safari park, dall'unione di piccoli fossi che scendono la collina, piega verso sud-est, ove lambisce le campagne di Mezzomerico e della località Fornaci di Oleggio Grande. Sfocia nel torrente Terdoppio più a sud del Castelletto di Momo nei pressi dell'oratorio di Santa Maria. Di carattere effimero, si presenta spesso privo di acque superficiali e in anni recenti, il suo alveo è stato oggetto di scarichi abusivi di rifiuti di materiali edili e non.